# Indian Head Park

Localisation sur la carte du comté de Cook

Indian Head Park est un village situé dans le comté de Cook en proche banlieue de Chicago dans l'État de l'Illinois aux États-Unis.